# Saucats
Saucats – miejscowość i gmina we Francji, w regionie Nowa Akwitania, w departamencie Żyronda.
Według danych na rok 1990 gminę zamieszkiwało 1514 osób, a gęstość zaludnienia wynosiła 17 osób/km² (wśród 2290 gmin Akwitanii Saucats plasuje się na 280. miejscu pod względem liczby ludności, natomiast pod względem powierzchni na miejscu 43.).